# Irene Fonseca
Irene Maria Quintanilha Coelho da Fonseca (1956) es una matemática portuguesa-estadounidense, habiéndose especializado en el área de la matemática aplicada, y desarrolla actividades académicas en el Mellon College of Science, de la Universidad Carnegie Mellon (acrónimo en inglés CMU), donde es directora del Centro de Análisis Nolineal.

## Carrera profesional
Fonseca es originaria de Lisboa, Portugal, y realizó sus estudios universitarios en la Universidad de Lisboa. En 1985, obtuvo su Ph.D. por la Universidad de Minnesota, bajo la supervisión doctoral de David Kinderlehrer, que más tarde siguió a su estudiante a la Universidad Carnegie Mellon (CMU). Fue contratada por la Facultad de la Universidad Carnegie Mellon, luego de estudios postdoctorales en París, Francia.

## Algunas publicaciones

### Coautorías de libros
- 2010. Modern Methods in the Calculus of Variations: LP Spaces. Con G. Leoni. Edición reimpresa de Springer, 600 pp. ISBN 1441922601, ISBN 9781441922601

- 2002. On the Total Variation of the Jacobian. Dipartimento di Matematica "Ulisse Dini", Università degli Studi di Firenze. Research report (Carnegie Mellon Univ. Dept. of Mathematical Sci. Center for Nonlinear Analysis) Con Nicola Fusco, Paolo Marcellini. Editor Carnegie Mellon Univ. Department of Mathematical Sci. Center for Nonlinear Analysis, 79 pp.

- 2002. A-quasiconvexity: Weak-star Convergence and the Gap. Res. report (Carnegie Mellon Univ. Dept. of Mathematical Sci. Center for Nonlinear Analysis) Con Giovanni Leoni, Stefan Müller. Editor Carnegie Mellon Univ. Department of Mathematical Sci. Center for Nonlinear Analysis, 33 pp.

- 2000. A Note on Meyers' Theorem in W[superscript K,1]. Res. report (Carnegie Mellon Univ. Dept. of Mathematical Sci. Center for Nonlinear Analysis) Con Giovanni Leoni, Roberto Paroni. Editor Carnegie Mellon Univ. Department of Mathematical Sci. Center for Nonlinear Analysis, 13 pp.

- 2000. Relaxation Results in Micromagnetics. Res. report (Carnegie Mellon Univ. Dept. of Mathematical Sci. Center for Nonlinear Analysis) Con Giovanni Leoni. Editor Carnegie Mellon Univ. Department of Mathematical Sci. Center for Nonlinear Analysis, 22 pp.

- 1999. 3D-2D Asymptotic Analysis for Inhomogeneous Thin Films. Res. report (Carnegie Mellon Univ. Dept. of Mathematical Sci. Center for Nonlinear Analysis) Con Andrea Braides, Gilles Francfort. Editor Carnegie Mellon Univ. Department of Mathematical Sci. Center for Nonlinear Analysis, 27 pp.

- 1998. On Lower Semicontinuity and Relaxation. Res. report (Carnegie Mellon Univ. Dept. of Mathematical Sci. Center for Nonlinear Analysis) Con Giovanni Leoni. Editor Carnegie Mellon Univ. Department of Mathematical Sci. [Center for Nonlinear Analysis, 36 pp.

- 1997. Relaxation of multiple integrals in subcritical Sobolev spaces. Con Paolo Marcellini. J. Geometric Analysis, 7, 57-81.

- 1995. Degree Theory in Analysis and Applications. Con W. Gangbo. Edición ilustrada, reimpresa de Oxford Univ. Press, 211 pp. ISBN 0198511965, ISBN 9780198511960 en línea

- 1995. Variational Techniques for Problems in Materials Sciences. Res. report (Carnegie Mellon Univ. Dept. of Mathematics. Center for Nonlinear Analysis) Editor Carnegie Mellon Univ. Department of Mathematics [Center for Nonlinear Analysis, 18 pp.

- 1994. Gamma -convergence, Minimizing Movements and Generalized Mean Curvature Evolution. Res. report (Carnegie Mellon Univ. Dept. of Mathematics. Center for Nonlinear Analysis) Con Markos Katsoulakis. Editor Carnegie Mellon Univ. Department of Mathematics [Center for Nonlinear Analysis, 54 pp.

- 1994. Relaxation of Multiple Integrals in Subcritical Sobolev Spaces. Res. report (Carnegie Mellon Univ. Dept. of Mathematics. Center for Nonlinear Analysis) Editor Carnegie Mellon Univ. Department of Mathematics [Center for Nonlinear Analysis, 25 pp.

- 1991. Quasiconvex Integrands and Lower Semicontinuity in L1. Vol. 191 de Preprint: Sonderforschungsbereich Nichtlineare Partielle Differentialgleichungen. Vols. 91-135 de Research report (Carnegie Mellon Univ. Dept. of Mathematics) Con Stefan Müller. Editor Univ, 24 pp.

- 1991. On a Class of Invariant Functionals. Res. report (Carnegie Mellon Univ. Dept. of Mathematics. Center for Nonlinear Analysis) Con Gareth Parry. Editor Carnegie Mellon Univ. Department of Mathematics [Center for Nonlinear Analysis, 20 pp.

- 1990. An Uniqueness Proof for the Wulff Theorem. Vol. 90 de Res. report (Carnegie Mellon Univ. Dept. of Mathematics. Center for Nonlinear Analysis) Con Stefan Müller. Editor Carnegie Mellon Univ. Department of Mathematics [Center for Nonlinear Analysis, 12 pp.

- 1990. The Wulff Theorem Revisited. En: Res. report 90 (79) (Carnegie Mellon Univ. Dept. of Mathematics) Editor Carnegie Mellon Univ. Department of Mathematics, 38 pp.

## Honores
En 2011, Fonseca fue elegida presidenta de la Society for Industrial and Applied Mathematics (Sociedad de Matemática Aplicada e Industrial), y en 2012 comenzó el período como presidenta electa de esa Sociedad, una asociación profesional internacional de matemáticos aplicados, con un mandato de dos años como presidenta.

### Galardones
Fonseca fue honrada con el título de dama de la Orden de Santiago de la Espada.
En 2009, Fonseca fue elegida miembro de SIAM "por sus contribuciones a las ecuaciones derivadas parciales no lineales y el cálculo de variaciones".

## Personal
Fonseca está casada con el investigador biólogo celular Gerald Schatten.